# Krabilice hlíznatá

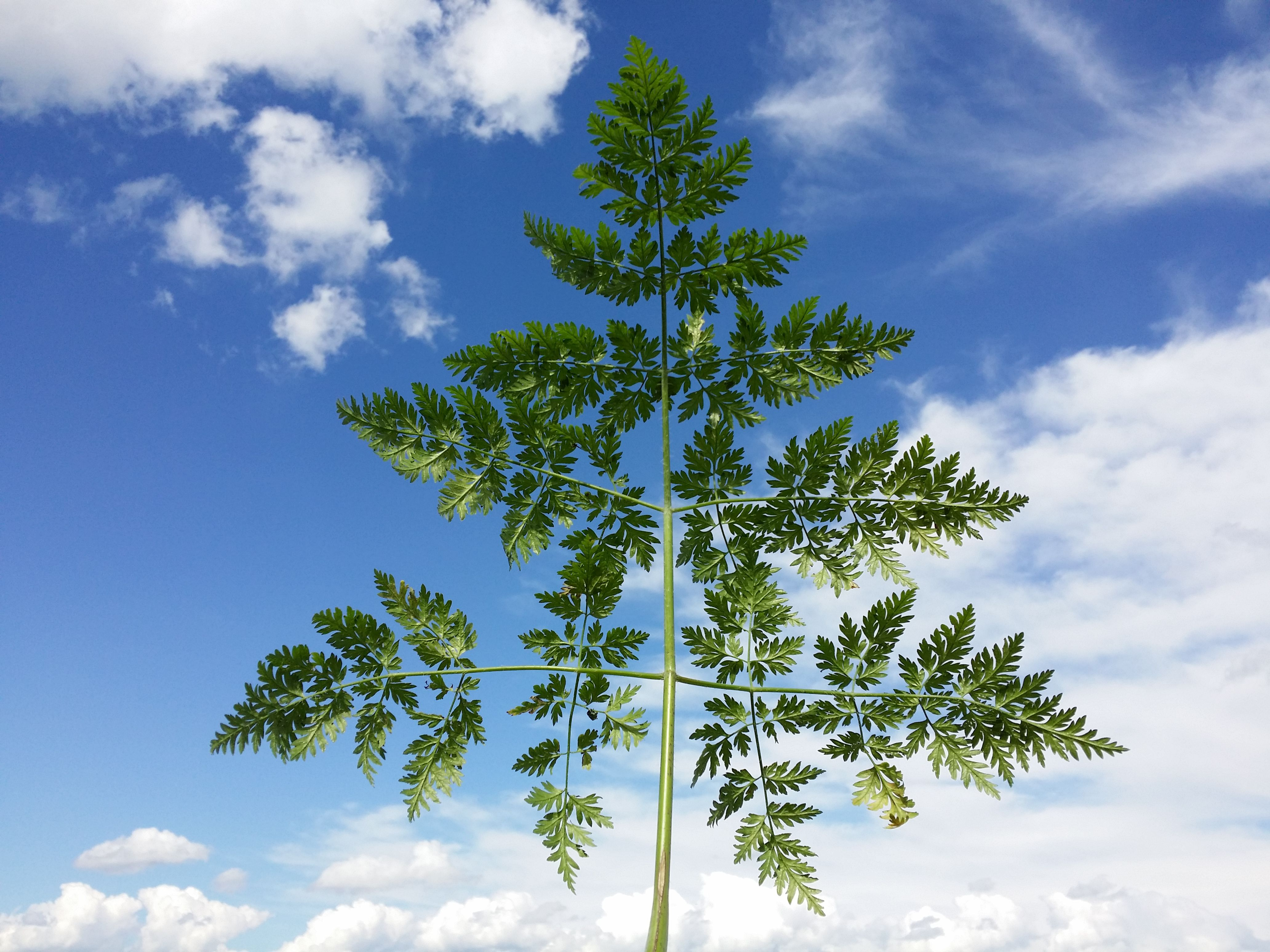
List

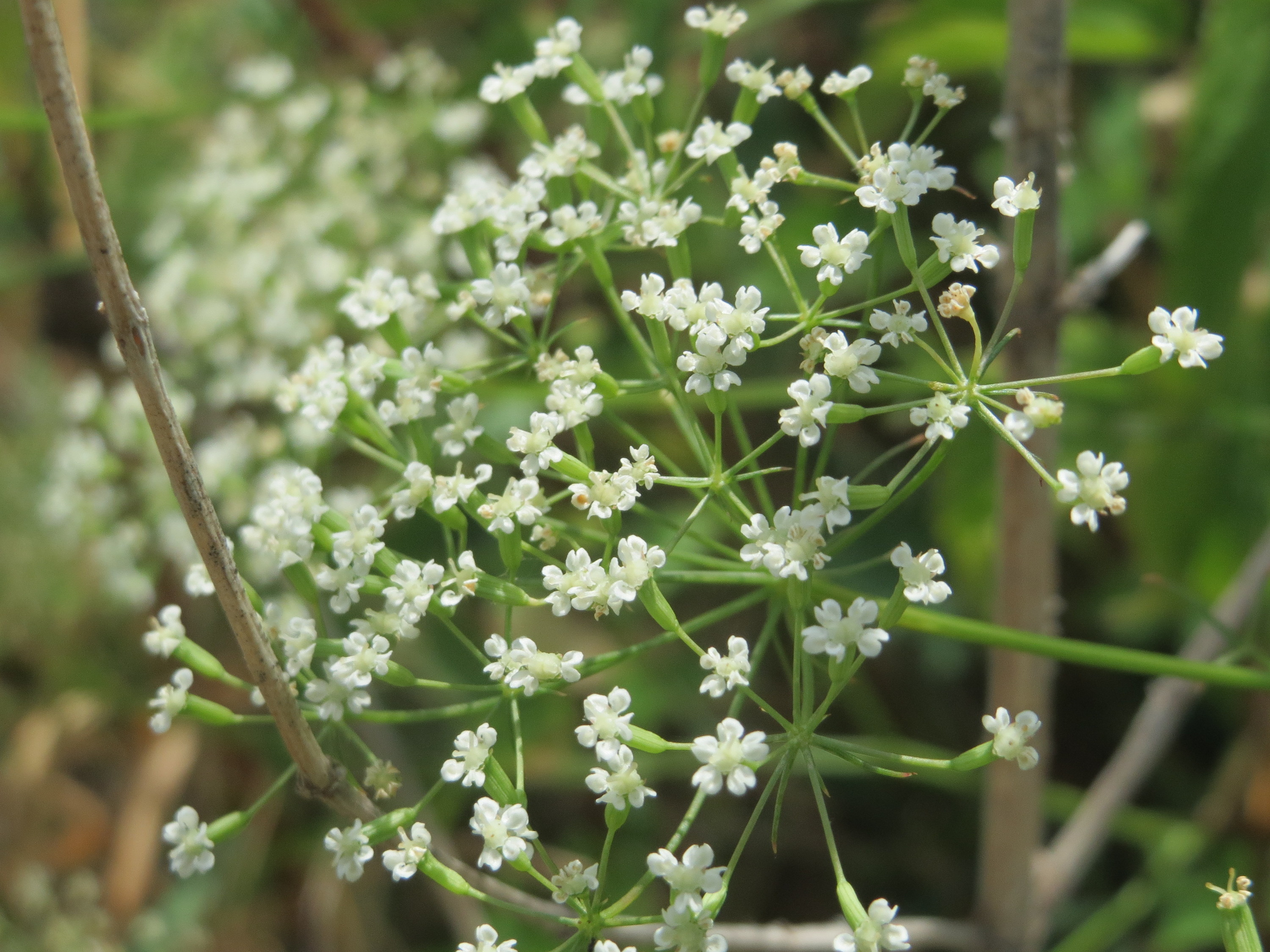
Okolík

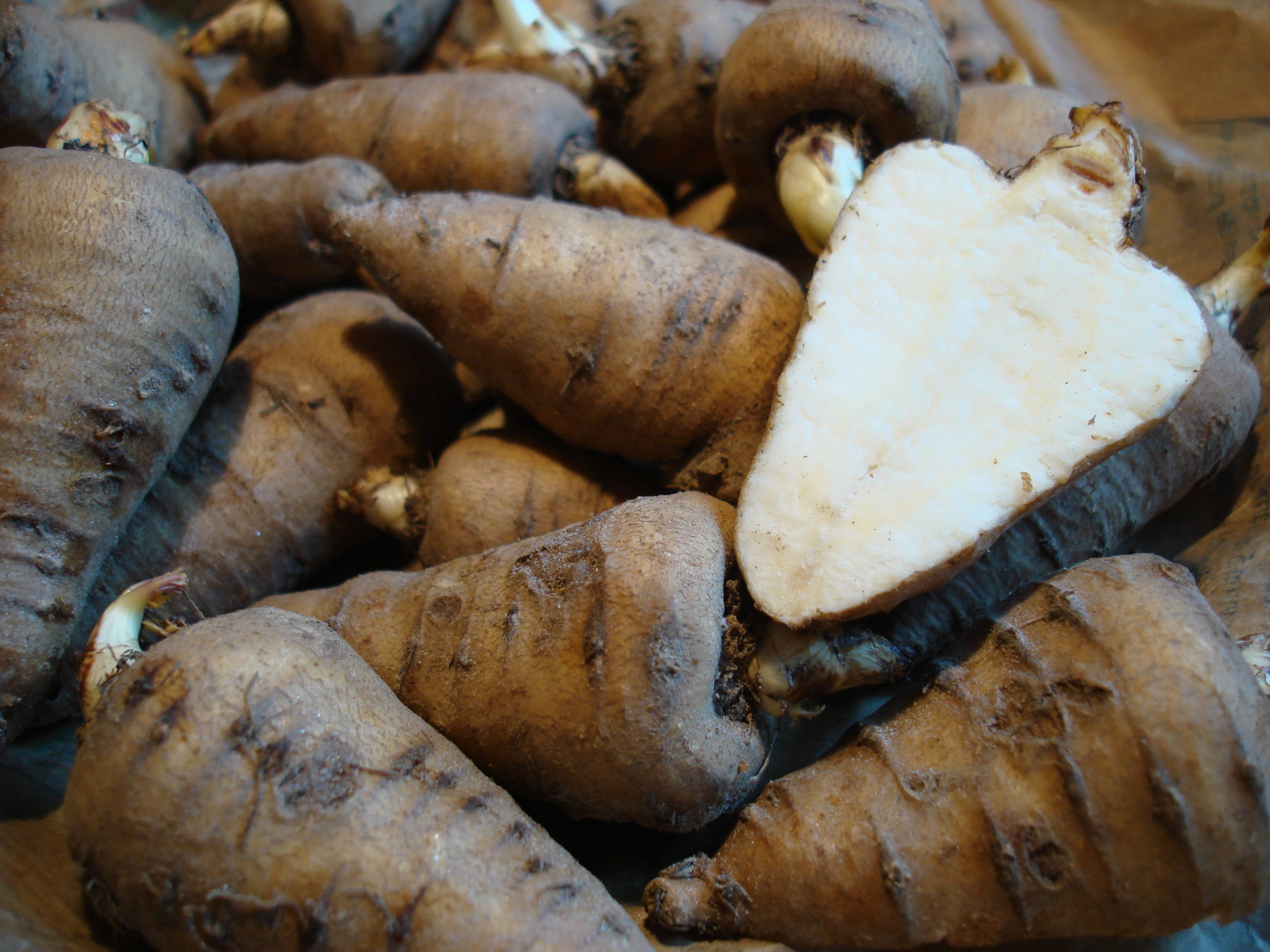
Kořeny

Krabilice hlíznatá (Chaerophyllum bulbosum) je statná, 0,8 až 1,8 m vysoká dvouletá rostlina, která je v české krajině původní druh. Je jedním se šesti druhů rodu krabilice, které se v Česku vyskytují. Její listy i lodyha po rozemnutí nepříjemně páchnou, naopak ztluštělý řepovitý kořen se po uvaření může jíst.

## Rozšíření
Původní areál krabilice hlíznaté, vyjma Pyrenejského poloostrova, Skandinávie, Dánska a Britských ostrovů, zabírá téměř celou Evropu. Z Evropě areál dále sahá východním směrem přes Ural do západní Sibiře a Střední Asie, jižním směrem přes Kavkaz do zemí jihozápadní Asie. Druhotně byla tato rostlina rozšířena do států Skandinávie.
V České republice roste roztroušeně zejména v teplejších nížinatých územích; těžiště jejího rozšíření je v poříčích dolních toků řek. Podél nich může na příhodných místech pronikat dále do výše položených pahorkatin.

## Ekologie
Bylina vyhledává k růstu slunná, málo zastíněná stanoviště na půdě vlhké, zásadité, hlinité i nepříliš těžké jílovité, osídluje také místa na půdách lehčích, ale celoročně dostatečně vlahých a dobře zásobených dusíkem. Místa nejčastějšího výskytu jsou v pobřežních křovinách na březích vodních toků a nádrží, ve světlých lužních lesích i v jejich lemech, podél vlhčích okrajů cest a polí, někde roste přímo jako plevel na obdělávaných polích. Hojněji se místně vyskytuje v teplejších nížinných územích.
Dvouletá rostlina, která v prvním roce vytvoří lisovou růžici a hlízovitě ztluštělý kořen, který přezimuje. V kořeni nashromáždí velké množství škrobu, polysacharidu s funkci zásobní látky, potřebného pro další růst. V druhém roce z kořene vyroste květonosná lodyha se složeným květenstvím okolíkem s mnoha květy a vytvoří množství semen. Při nedostatku živin někdy kvete až třetím rokem i později. Každopádně po vykvetení a vytvoření plodů celá rostlina, včetně kořene, uhyne. Kvete v období od června do srpna. Počet chromozomů 2n = 22.

## Popis
Lodyha bývá nejčastěji vysoká 80 až 180 cm, je pevná, mělce rýhovaná, oblá, dutá, pod uzlinami je ztluštělá a vyrůstá z hlízovitě zhrublého až řepovitého kořene. Přímá lodyha je na nejdolejším článku porostlá tuhými, bílými, přitisklými chlupy které směrem nahoru olysávají, ve spodní části je lodyha červenavě skvrnitá a v horní zelená a bohatě větvená do květenství. Je porostlá pochvatými, svěže zelenými, složenými listy s krátkým řapíkem, které mají čepel, v obryse široce vejčitou až široce trojúhelníkovitou, dvakrát až třikrát zpeřenou. Čepel je tvořená až deseti jařmy lístků složených z lístečků ještě dále zpeřených, lístečky posledního řádu jsou úzce kopinaté, celokrajné a s jemnou bělavou špičkou.
Květy vyrůstají v květenstvích, mírně vypouklých složených okolících, které jsou bez obalu a tvoří je sedm až dvacet okolíčků s nestejně dlouhými stopkami, které mají obalíčky s blanitým okrajem. Okolíčky obsahují současně květy samčí i oboupohlavné a nejsou všechny stejné, umístěné po obvodě okolíku mívají větší počet květů oboupohlavných než samčích a směrem do středu okolíku přibývá květů samčích na úkor oboupohlavných. Kalich květu je nezřetelný. Koruna má asi 1,5 mm velké bílé lístky, které jsou obvejčité, někdy nestejně velké, vykrojené s překrývajícími se laloky. V oboupohlavném květu je pět tyčinek s prašníky a pestík srostlý ze dvou plodolistů se dvěma bliznami. Oboupohlavné květy jsou výrazně protandrické a nedochází tak k samoopylení vlastním pylem. Opylování obstarává drobný hmyz.
Plody jsou úzce vejčité dvounažky, jen o málo tlustší než plodní stopky. Obsahují 4 až 7 mm dlouhá a 1,5 až 2 mm široká, žlutohnědá semena (merikarpia), která jsou na průřezu polokruhovitá až okrouhlá, mají 5 tupých rovných žeber a mezi nimi široké rýhy. Semena jsou nejčastěji po okolí rozšiřována vodou nebo větrem, klíčivost ztrácejí poměrně brzy, většinou již po roce. Při výskytu rostlin na obdělávaných polích bývají jejich hlízy roznášené orbou a vláčením.

## Možnost záměny
Krabilici hlíznaté je částečně podobný bolehlav plamatý, který se odlišuje lysou lodyhou i ve spodní části, vyvinutým obalem okolíku, široce vejčitými dvounažkami, zvlněnými výraznými žebry na semenech a silným pachem po myšině.
Částečně je podobná i tetlucha kozí pysk, která má lysou lodyhou bez červených skvrn, asymetrické obalíčky nemají blanité okraje, listy jsou zpeřené jen řídce, dvounažky jsou široce vejčité a žebra na semenech výrazně kýlnatá. Bolehlav plamatý i tetlucha kozí pysk jsou rostliny obsahující toxické alkaloidy.

## Rozmnožování
Semena se vysévají na upravený záhon již v říjnu a listopadu. Pro přerušení dormance semen musí tato strávit ve vlhku a teplotě pod +5 °C alespoň dva měsíce. Přesto na jaře neklíčí stejnoměrně a mnohé vůbec ne. Semenáče se vyjednotí a udržují bez plevele než vyspějí listové růžice. V červnu začnou listy žloutnout, což je známka dospělosti kořenů, jejich sklizeň obvykle začíná v červenci.
Pro získání nových semen se nejmohutnější kořeny (hlízy), před příchodem zimy, vysadí ve sponu 25 cm. O příštím jaru z kořenů vyrostou lodyhy a nasadí květy, vynos semen bývá veliký.

## Význam
V minulosti byla krabilice hlíznatá pěstována jako zelenina, hlavně její hlízovitě ztluštělé kořeny. Upravovaly se vařením nebo pečením, po déletrvajícím zmrznutí zesládly (škrob se proměnil na cukry) a jedly se i syrové. Mladé listy se upravovaly jako špenát. Rostliny uniklé na obdělávané pole představovaly problém, protože v krátké době byly drobné hlízky roznesené po celém lánu. Nyní se tato středověká „pochoutka“ v Evropě již nepěstuje a původní význam rostliny tak upadl v zapomenutí.